# Schloss Wagrain (Vöcklabruck)

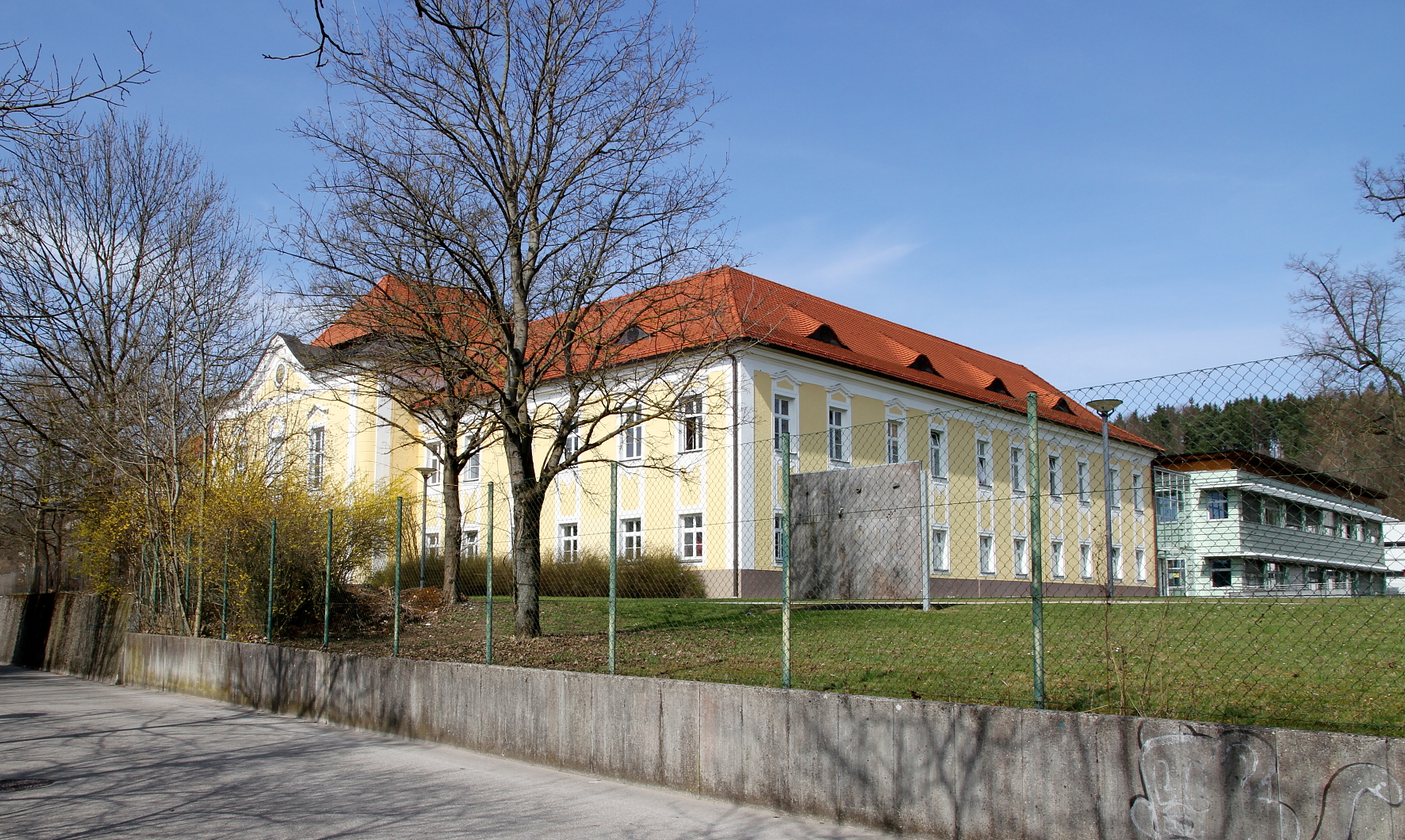
Schloss Wagrain

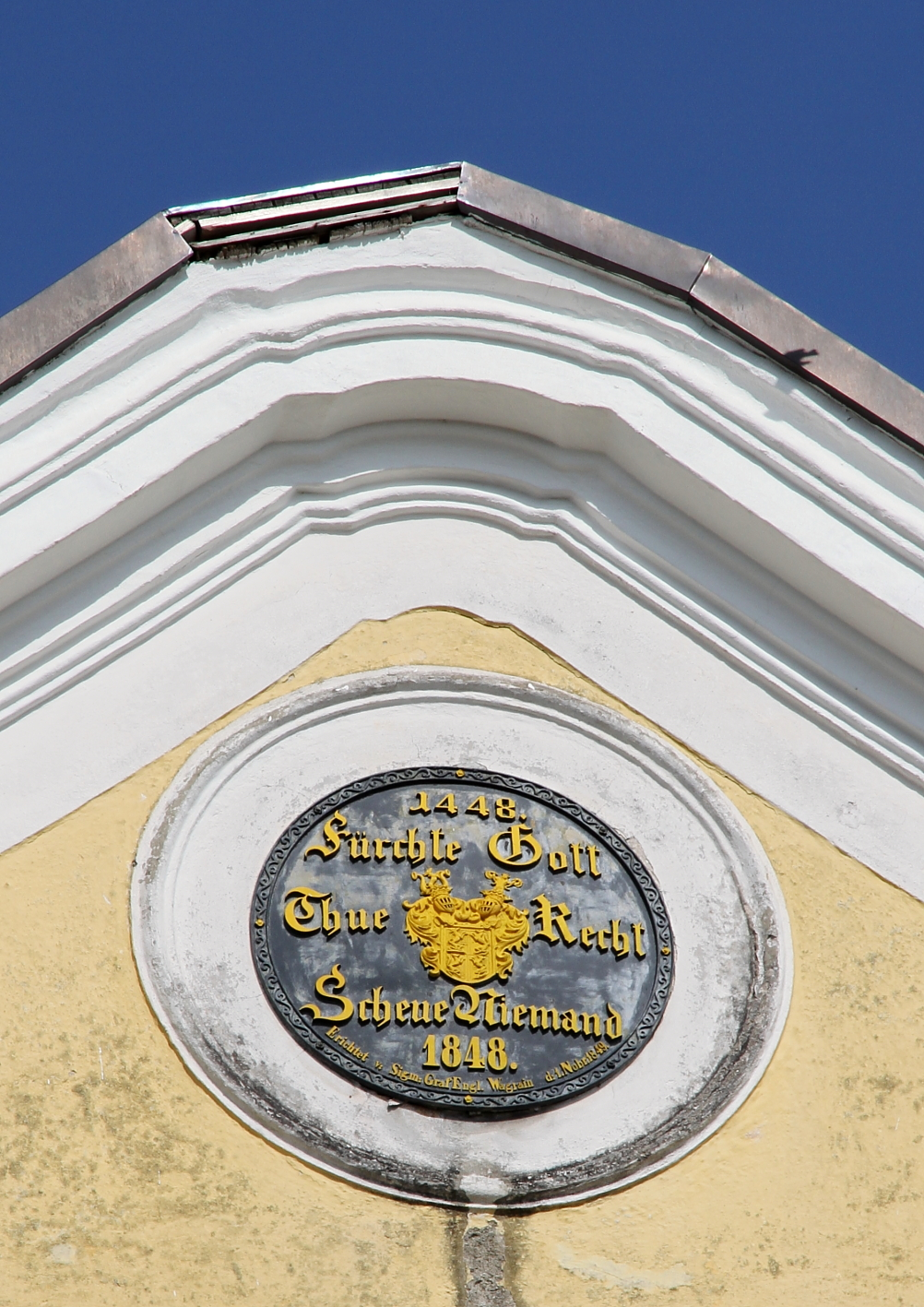
Wappen der Familie Engel am südseitigen Giebel mit dem umgebenden Spruch: „1448 Fürchte Gott, Tue Recht, Scheue Niemand 1848“.

Das Schloss Wagrain steht etwa einen Kilometer östlich des Stadtkerns in der Stadtgemeinde Vöcklabruck in Oberösterreich. Das Schloss steht unter Denkmalschutz (Listeneintrag).

## Geschichte
Das Schloss wird zum ersten Mal 1135 in einer Urkunde erwähnt. Ab 1447 ist das Schloss Wagrain im Besitz der Familie Engl. 1499 wird der Besitz zu einer Hofmark (Edelmannsitz) durch Maximilian I. erhoben und der bestehende Bau durch einen Neubau ersetzt. Das Schloss blieb, außer 1620 durch eine religionsbedingte Unterbrechung, bis ins 20. Jahrhundert im Besitz der Familie Engl. 1717 wird die Familie Engl in den Grafenstand erhoben. 1910 starb mit Graf Siegmund Engl der letzte Spross im Mannesstamm der Familie Engl aus. Seine Tochter Berta vermählte sich mit dem Grafen von Spiegelfeld. 1950 verkauft die Familie Spiegelfeld das Schloss Wagrain an die Stadt Vöcklabruck. Seitdem wird das Schloss für schulische und kulturelle Zwecke verwendet.
Seit 1950 nutzten folgende Schulen das Gebäude
- 1950–1969 Bundesgymnasium Vöcklabruck
- 1969–1985 Höhere Technische Bundeslehranstalt Vöcklabruck
- 1985–1993 Hauptschule II Vöcklabruck / Hauptschule Regau
- seit 1993 Bundesrealgymnasium Schloss Wagrain

## Architektur
Das heutige Schloss besteht aus zwei von ursprünglich vier Rundtürmen, dem Hauptteil und den zwei Seitenflügeln. Zwei der Rundtürme wurden zu Beginn des 18. Jh. im Zuge eines Erweiterungsbaus abgetragen. Der Torturm ist dabei völlig verschwunden. 1980 wurden die ehemaligen Wirtschaftsgebäude östlich des Schlosses abgerissen, um für die HTL-Werkstatt Platz zu machen. Durch einen Zubau im Jahre 2000 wurde das "U" des ursprünglichen Schlosses geschlossen und somit ein Innenhof geschaffen. Der Zubau ist eine moderne Stahlbetonkonstruktion mit einem Flachdach. Die dem Innenhof zugewandte Seite wurde vollkommen verglast.
Der zweigeschoßige Altbau besitzt ein Walmdach und einen Mansardengiebel. Auf der Giebelsüdseite ist das Familienwappen der Familie Engl (ehemalige Herrschaftsbesitzer) eingemeißelt mit dem Wortlaut: „1448 Fürchte Gott, Tue Recht, Scheue Niemand 1848“. Die Arkadengänge der Nebengebäude wurden inzwischen verglast. Eine Besichtigung ist durch den Schulbetrieb nur von außen möglich.